# Samuel Stål
Samuel Stål, född 19 augusti 1752 i Malmö, död 27 augusti 1828 i Maria Magdalena församling, Stockholms stad, var en svensk häradshövding och hovkamrer.

## Biografi
Samuel Stål föddes 1752 i Malmö. Han var son till räntmästaren Gilius Stål och Greta Qväderlöf. Stål blev 1775 student vid Lunds universitet,disputerade under Colling 1775 och blev auskultant i Göta hovrätt. Stål blev vice häradshövding 1779, tillförordnad landssekreterare i Malmö, auditör vid livregementet till häst 1788. Han blev kamrer vid hertig Karls hovstat 1792. 1815 lev han intendent vid Rosersberg samt förvaltare av kungsgårdarna 1815. Från 1818 var han advokat i Stockholm.
Han har gått till historien för sina hjältemodiga insatser vid branden i Karlskrona 1790, dit han sänds för att ansvara för kronans sjukhus och flottans proviantering. Detta bland annat genom att säkra bron till Stumholmen, där kronan hade sina förråd med bland annat krut. Dessa var av största vikt för den svenska flottan, som rustade sig efter kriget med Ryssland 1788.

### Familj
Stål gifte sig 1786 med Birgitta Kristina Nordling (1759–1846), dotter till kammarrevisionsrådet Henrik Nordling. De fick tillsammans barnen språkläraren Axel Samuel Stål (1787–1875), musikern Conrad Stål och militären och arkitekten Carl Stål (1803–1884), samt farfar till pianisten Fanny Stål.